# Barrage John H. Kerr
Le barrage John H. Kerr est un barrage hydroélectrique situé sur le cours du fleuve Roanoke, dans l’État de la Virginie, aux États-Unis. Il a été construit entre 1947 et 1953 pour produire de l'électricité et contrôler les inondations du fleuve.

## Source de la traduction
- (en) Cet article est partiellement ou en totalité issu de l’article de Wikipédia en anglais intitulé « John H. Kerr Dam » (voir la liste des auteurs).